# Berlioz and the Romantic Century
Berlioz and the Romantic Century (en français, « Berlioz et le siècle romantique ») est une monographie monumentale en deux volumes consacrée au compositeur Hector Berlioz par l'historien et philosophe américain d'origine française Jacques Barzun, publiée en 1950 par Little, Brown and Company. 
Le nombre d'éditions et de rééditions des quelque 1 200 pages de cet ouvrage, ainsi que de sa version abrégée, en montrent l'importance.  L'ouvrage n'a pas été traduit en français.

## Réception
Dans sa critique publiée dans la Virginia Quarterly Review (en) à la parution du livre, le musicologue américain Stephen Tuttle (en) qualifie l'ouvrage de « brilliant ». Il insiste sur la difficulté de rendre justice en quelques pages à  « la richesse et la variété de son contenu ». Tuttle conclut en prédisant que, bien qu'écrit par un non-spécialiste, l'ouvrage deviendra un livre de référence.

## Influence de l'ouvrage
Cette monographie est à l'origine de la réhabilitation de Berlioz dans la deuxième moitié du XXe siècle et lui a donné sa place dans le grand répertoire, comme le rappelait dans The New Yorker le critique Arthur Krystal (en) à l'occasion du centième anniversaire de Barzun,. Sir Colin Davis, qui enregistra la première intégrale de l'œuvre de Berlioz, soulignait l'importance que la monographie de Barzun avait eue dans son éducation.
Edgard Varèse, compositeur français naturalisé américain, est un lecteur fervent qui « souligne deux fois ce propos de Barzun sur la relation des grands musiciens du passé aux sonorités tonitruantes » : 
« The fact is that all great musicians have loved sound full and loud as well as soft and low and they have always been attacked by the genteel as noisy. »
« Le fait est que tous les grands musiciens du passé ont aimé un son plein et fort autant qu'un son doux et bas et qu'ils ont tous été attaqués [sur ce point] par le commun des mortels comme bruyants. »
L'ouvrage est une référence pour toutes les études sur Berlioz : en 2003, Christian Wasselin mentionne le « monumental ouvrage de Jacques Barzun, Berlioz and the Romantic Century, réédité à New York, Columbia University Press, en 1969) qui nécessiterait une traduction française ».

## Éditions

### Première édition
- (en) Jacques Barzun, Berlioz and the Romantic Century, vol. 1, Little, Brown & C°, 1950, 573 p.
- (en) Jacques Barzun, Berlioz and the Romantic Century, vol. 2, Little, Brown & C°, 1950, 511 p.

### Éditions abrégées
Publiées sous le titre : Berlioz and His Century: An Introduction to the Age of Romanticism (revised and adapted by the author).
- 1956 à 1982 : Berlioz and His Century: An Introduction to the Age of Romanticism, with a new preface, University of Chicago Press, 7 éditions.
- 1968 : The World Publishing Company.
- 1969 : Meridian Books numéro M30, (The Noonday Press; The World Publishing Company; Meridian Books).